# Sira Rego

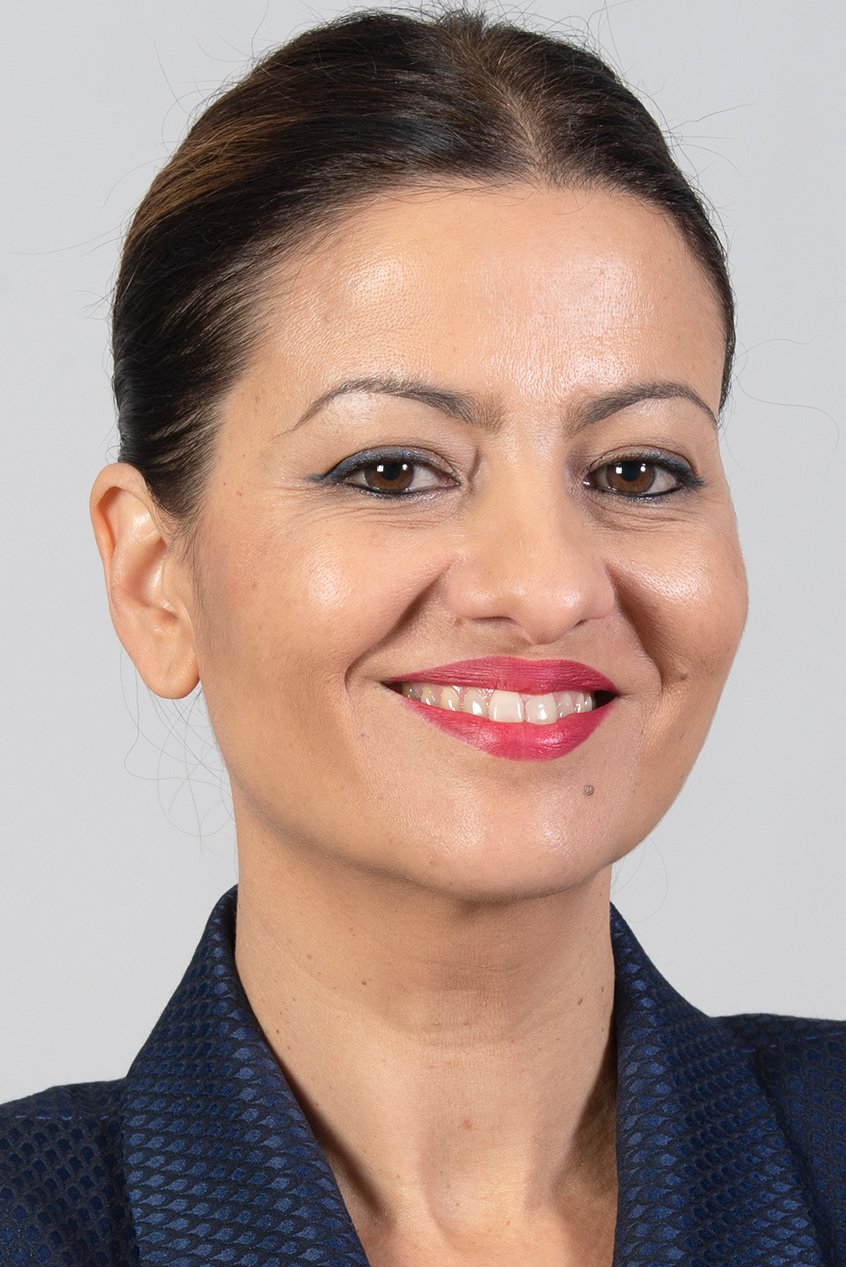
Sira Rego (2023)

Sira Abed Rego (* 20. November 1973 in Valencia) ist eine spanische Politikerin der Izquierda Unida (IU), der Vereinigten Linken. Von 2019 bis 2023 war sie Mitglied des Europäischen Parlaments der Europäischen Linken in der Konföderalen Fraktion der Vereinten Europäischen Linken/Nordische Grüne Linke. Im Kabinett Sánchez III wurde sie im November 2023 Ministerin für Jugend und Kinder.

## Leben

### Ausbildung und Beruf
Sira Rego schloss eine Ausbildung auf dem Gebiet der Ernährungswissenschaften mit Diplom ab. Anschließend arbeitete sie als Ernährungswissenschafterin an Projekten im Zusammenhang mit Ernährungssouveränität und war Mitarbeiterin einer Frauenkooperative auf dem Gebiet der Gesundheit.

### Kommunalpolitik
In der Stadt Rivas-Vaciamadrid in der Autonomen Gemeinschaft Madrid war sie ab den Regional- und Kommunalwahlen in Spanien 2015 Vizebürgermeisterin unter Bürgermeister Pedro del Cura Sánchez und dort bis Juni 2019 unter anderem für die Bereiche Umwelt, Nachhaltigkeit, Urbanismus und Mobilität verantwortlich. Außerdem war sie Geschäftsführerin der Empresa Municipal de la Vivienda (EMV), der Gesellschaft für kommunale Wohnungen.
Sie ist Mitglied der Partido Comunista de España (PCE), der Comisiones Obreras (CCOO) und von Ecologistas en Acción.

### EU-Parlament
Nach der Europawahl in Spanien 2019 wurde sie in der mit 2. Juli 2019 beginnenden 9. Wahlperiode des Europäischen Parlamentes volles Mitglied im Ausschuss für Industrie, Forschung und Energie (ITRE) und im Petitionsausschuss (PETI) sowie stellvertretendes Mitglied im Ausschuss für bürgerliche Freiheiten, Justiz und Inneres (LIBE).
Von der Konföderalen Fraktion der Vereinten Europäischen Linken/Nordische Grüne Linke wurde sie für die Wahl zur Präsidentin des Europäischen Parlaments nominiert. Am 3. Juli 2019 erhielt sie dabei 42 von 662 gültigen Stimmen im ersten und 43 von 667 gültigen Stimmen im zweiten Wahlgang. In ihrer Fraktion wurde sie unter dem Vorsitz von Manon Aubry und Martin Schirdewan neben Marisa Matias, João Ferreira und Nikolaj Villumsen zu einer der vier stellvertretenden Vorsitzenden gewählt.
Nach dem Tod von David Sassoli im Januar 2022 kandidierte sie neben Alice Bah Kuhnke erneut für das Amt der Präsidentin des Europäischen Parlaments und erhielt 57 von 690 abgegebenen Stimmen, zur Präsidentin wurde im ersten Wahlgang Roberta Metsola gewählt. Im Zuge ihrer Ernennung zur Ministerin im November 2023 legte sie ihr Mandat im Europaparlament nieder. Für sie rückte Patricia Caro Maya nach.

### Ministerin
Nach der Parlamentswahl in Spanien 2023 wurde sie im Kabinett Sánchez III im November 2023 Ministerin für Jugend und Kinder.